# Popowka (obwód orenburski)
Popowka (ros. Поповка) – osiedle w Rosji, w obwodzie orenburskim, w rejonie gajskim. W 2010 liczyło 279 mieszkańców.